# Jacques Grimonpon
Jacques Grimonpon (Tourcoing, 30 de julho de 1925 - Cap Ferret, 23 de janeiro de 2013) foi um futebolista francês. Ele competiu na Copa do Mundo FIFA de 1954, sediada na Suíça, na qual a seleção de seu país terminou na nona colocação dentre os 16 participantes.